# Chiesa di Sant'Andrea Apostolo (Arquata Scrivia)
La chiesa prepositurale di Sant'Andrea Apostolo è la parrocchiale di Rigoroso, frazione di Arquata Scrivia, in provincia di Alessandria, in Piemonte. A differenza del capoluogo comunale, che è compreso nella diocesi di Tortona, Rigoroso con la sua parrocchia fa parte dell'arcidiocesi di Genova. Inoltre, la chiesa è inserita nel vicariato della Valle Scrivia.

## Storia
Una chiesa a Rigoroso è citata per la prima volta nel 1196; altre menzioni seguirono nel 1300, nel 1325 e nel 1457. L'edificio fu poi rimodernato nel XVI secolo; i registri parrocchiali datano dal 1575. L'attuale parrocchiale venne costruita tra il 1768 ed il 1771; il titolo di prepositurale le fu assegnato nel 1838. Nel frattempo, era stato collocato l'organo, proveniente da Genova. Nella seconda metà del XIX secolo la chiesa venne ampliata e la consacrazione fu impartita nel 1880.  Nel 1925 Luigi Costa maestro d'arte vetraria realizzò le vetrate. Nel 1960 iniziarono dei lavori di ristrutturazione, conclusisi nel 1965 con la riapertura al culto della chiesa, inaugurata dall'arcivescovo di Genova Giuseppe Siri. Nel 2004 venne consacrato il nuovo altare e la facciata fu restaurata nel 2014.